# Convento de Cristo
El Convento de Cristo, en Tomar, Portugal, perteneció a la Orden del Temple y es uno de los principales monumentos de la arquitectura portuguesa.
Fundado en 1162 por el Gran Maestre del Temple en Portugal, Gualdim Pais el Convento de Cristo aún conserva recuerdos de esos monjes caballeros y de sus herederos en su cargo, la Orden de Cristo, que hicieron de este edificio su sede. Bajo el infante Enrique el Navegante, maestre de la orden desde 1418, fueron construidos el claustros entre la girola y la fortaleza de los Templarios, pero las mayores modificaciones se ejecutan en el reinado de Juan III de Portugal (1529-1557). Arquitectos como Juan de Castillo y Diogo de Arruda procurarán expresar el poder de la Orden construyendo la iglesia que alcanzará su máximo esplendor en la portada principal firmada por Juan de Castillo y las dos ventanas de la fachada occidental, la inferior de Arruda y la superior de Castillo, y los claustros, dos de ellos góticos y seis en estilo renacentista de diseño de Juan de Castillo.
Se trata de una construcción periurbana, implantada en lo alto de una elevación que domina la planicie donde se extiende la ciudad. Está circundado por las murallas del castillo de Tomar. Ambos elementos fueron declarados Patrimonio de la Humanidad el 30 de junio de 1983, además por su notable valor patrimonial, el Convento de Cristo está clasificado como Monumento Nacional (1910).  Para su clasificación como Patrimonio de la Humanidad, la UNESCO se basó en dos argumentos; en primer lugar, el Convento de Cristo representa un logro artístico excepcional por lo que respecta al templo primitivo y a las edificaciones con quinientos años de antigüedad; en segundo lugar, está asociado a ideas y acontecimientos de importancia universal, ya que fue concebido en su origen como un monumento simbólico de la reconquista y se convirtió, en el período manuelino, en un símbolo inverso, el de la apertura de Portugal al exterior. Actualmente es un espacio cultural, turístico y aún devocional.

## Caracterización arquitectónica

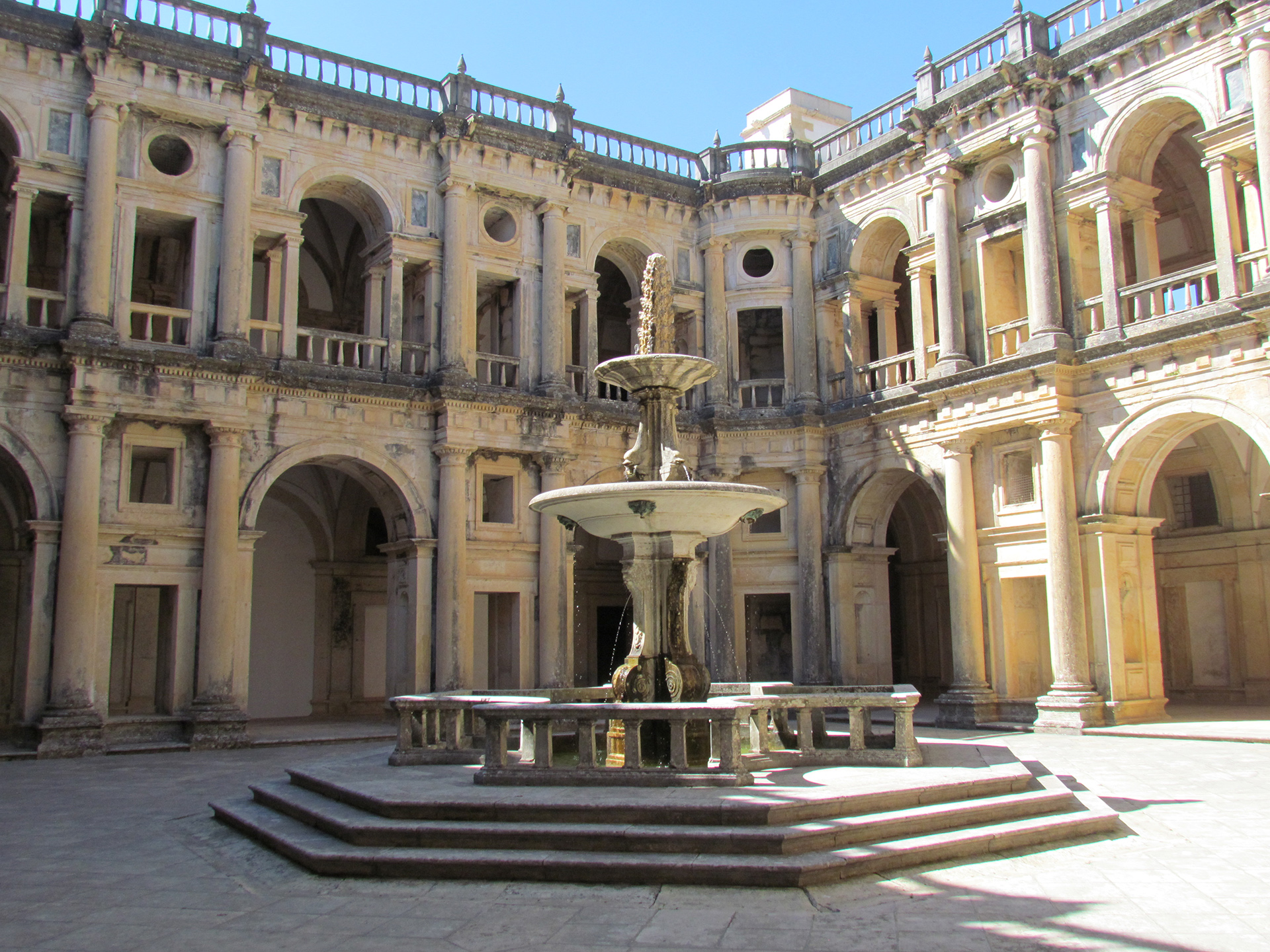
Claustro de Juan III.

El variado conjunto que conforma el Convento de Cristo fue construido entre los siglos XII y XVII, habiendo sufrido sucesivas adaptaciones que reflejaban los distintos tipos de uso que albergaba y las características estilísticas de la arquitectura de los diferentes momentos históricos, compartiendo rasgos románicos, góticos, manuelinos, renacentistas, manieristas y los llamados estilos de suelo.

### Claustros
Posee dos claustros góticos, el primero en construirse es el claustro del cementerio, realizado en tiempos del infante D. Enrique al igual que el claustro da Lavagem con estructura de arco apuntado sobre columnas agrupadas. El Claustro da Lavagem es cuadrado de dos plantas; el Claustro do Cemitério es cuadrado, de una planta con cinco tramos por ala.
La disposición del resto de los claustros del conjunto monacal del Cinquecento guarda relación con la del Ospedale Maggiore de Milán y fue trazado a partir de 1530 por Juan de Castillo bajo el mandato del Prior de Convento, Fray Antonio de Lisboa.
Iniciado por Juan de Castillo en los años 30, el claustro principal o de D. Juan III fue modificado en parte en los años 50 del siglo XVI, por Diogo de Torralva, el Claustro Grande refleja la pasión de Juan III de Portugal por el arte italiano. Escaleras de caracol ocultas en las esquinas conducen al Terraço da Cera. En la parte realizada por Castillo conserva una de las mejores decoraciones platerescas de todo Portugal.
El Claustro da Micha es cuadrado con cuatro alas, el Claustro dos Corvos es también cuadrado, pero con dos galerías de doble arcada separadas por contrafuertes. El refectorio es rectangular, con bóveda de cañón y nervaduras formando cajetones cuadrados. El dormitorio está dispuesto en cruz, con dos grandes corredores. Existen todavía el Claustro da Hospedaria que fue modelo para muchos de los claustros renacentistas de Portugal y el original Claustro de Santa Bárbara, cuadrado, con cuatro arcos rebajados por ala, sobre columnas de fuste liso.

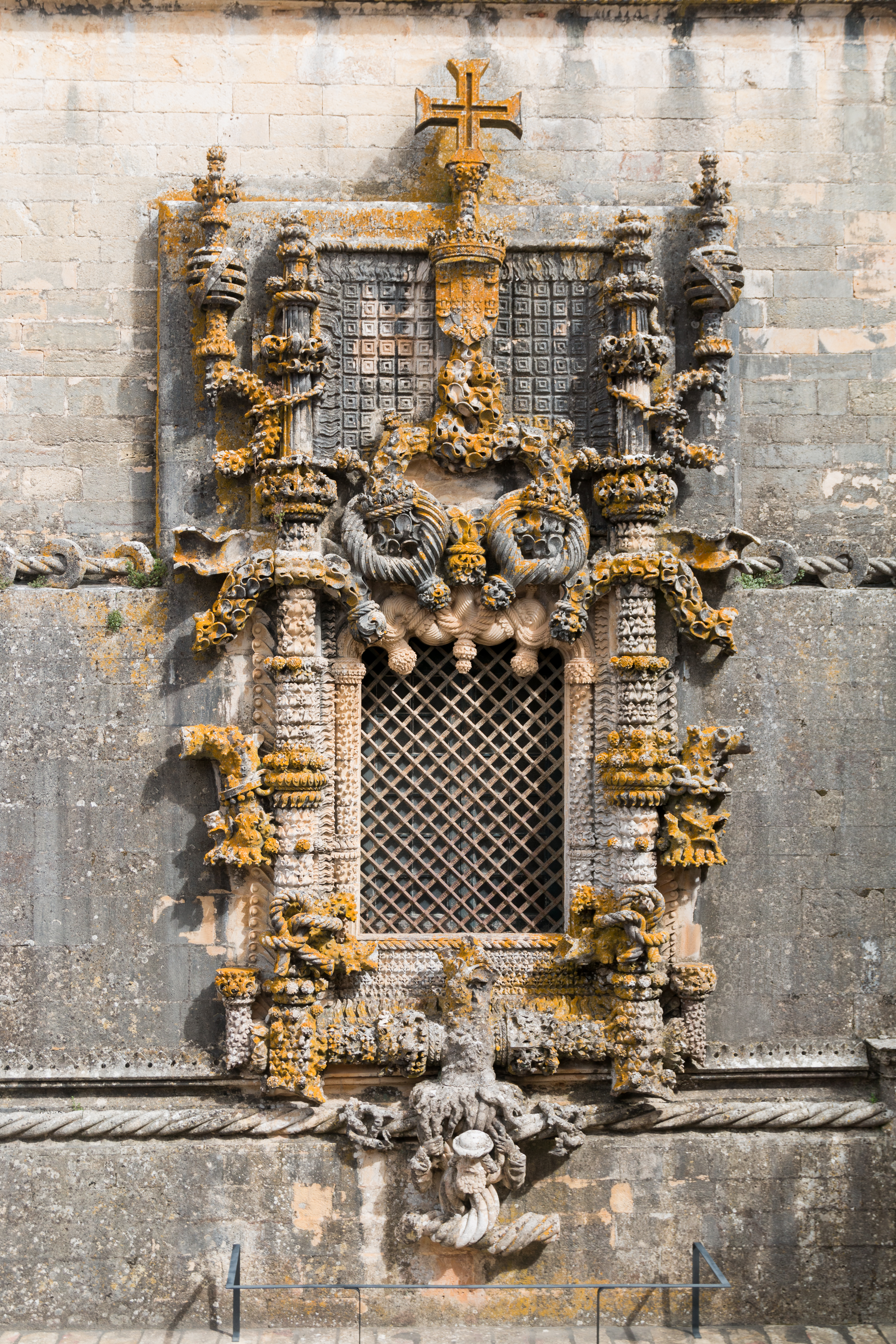
La ventana del capítulo del convento, más tarde imitada para el Palacio da Pena, fue encargada por D. Manuel I y diseñada por Diogo de Arruda. Es el más famoso ejemplo de arquitectura manuelina, ilustrativo del naturalismo exótico y del uso de pormenores marítimos.

## Iglesia
Ya la nave manuelina de espacio unificado está cubierta con una bóveda rebajada realizada por Juan de Castillo. Las ventanas, frisos y platibandas tiene cuerpo manuelino con decoración vegetal.

### LaCharola
El núcleo del monasterio es la charola (girola) del siglo XII, el Oratório dos Templários. Como en otros de sus templos, se basa en la Rotunda do Santo Sepulcro (Iglesia del Santo Sepulcro) de Jerusalén, adaptada por el infante D. Enrique. En 1356, Tomar pasó a ser la sede de la Orden de Cristo en Portugal, y la decoración de la girola refleja la riqueza de la Orden. Las pinturas y los frescos (casi enteramente escenas bíblicas del siglo XVI) y la estatuaria dorada sobre la cúpula bizantina, fueron cuidadosamente restauradas. Cuando fue construida la iglesia manuelina, esta permaneció unida a la girola por una arcada.

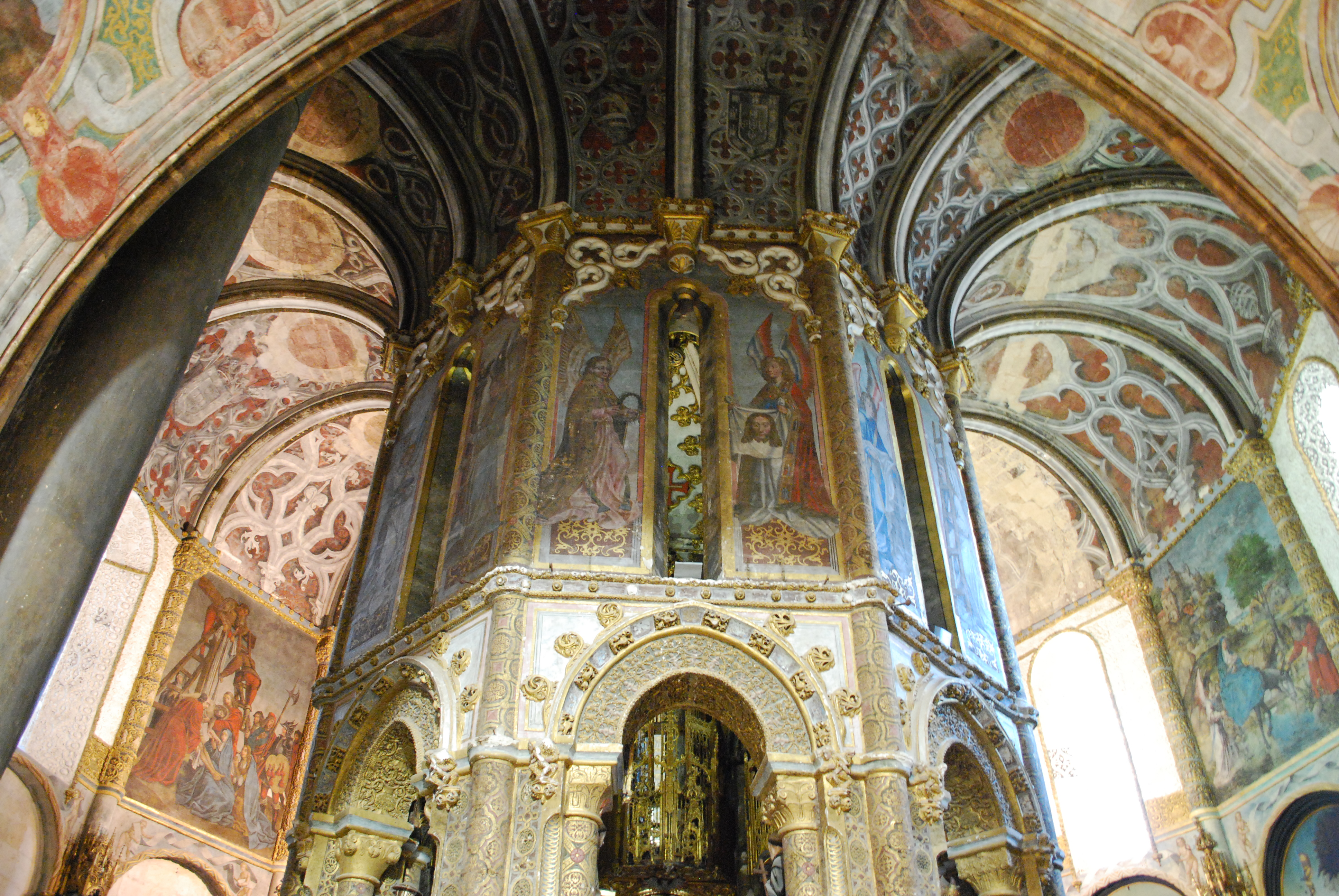
Interior de la girola.

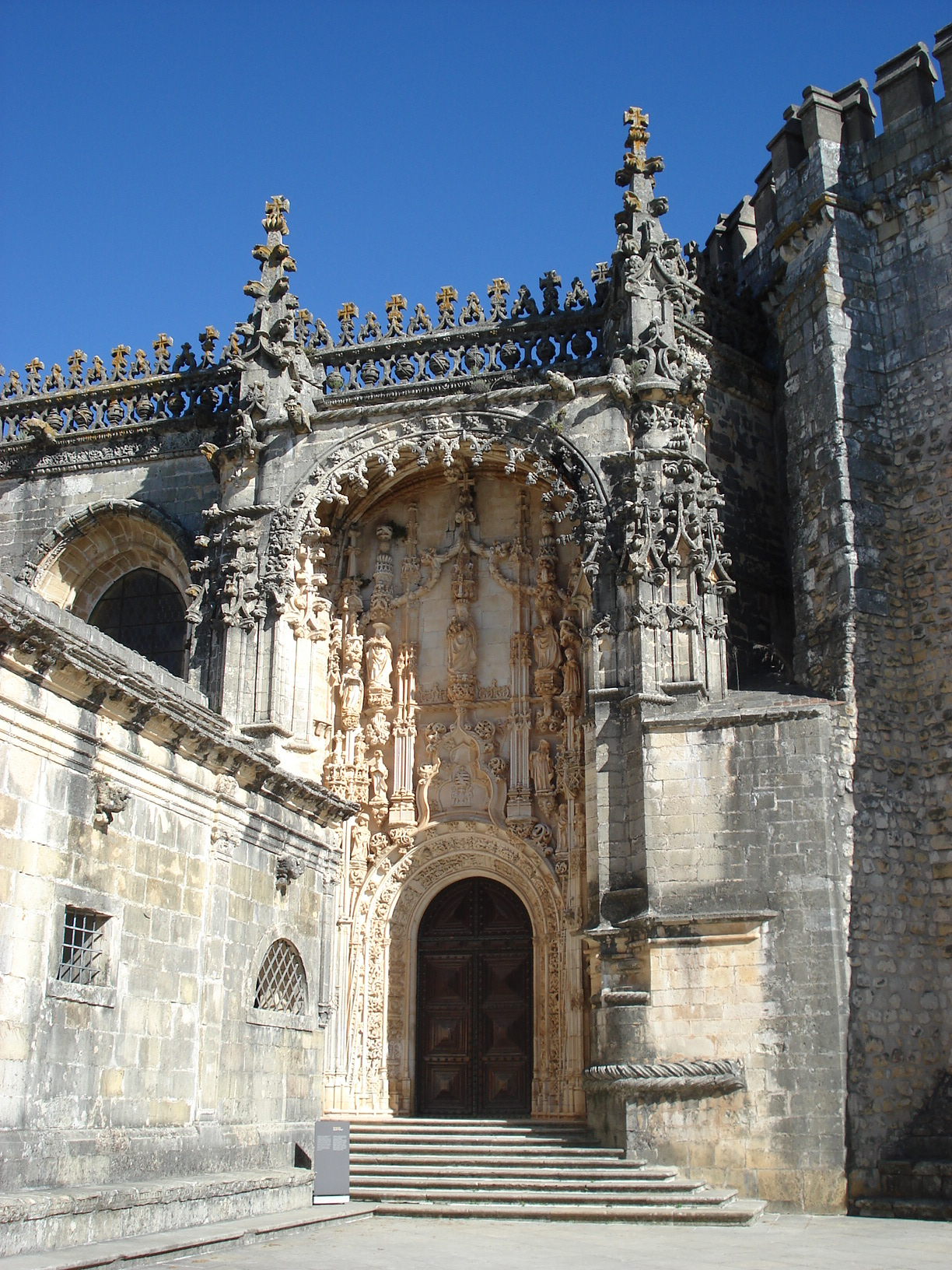
Portada meridional construida por Juan de Castillo en 1515.

La girola poligonal, es el centro del conjunto de edificaciones, culminándolas visualmente. Al norte e al este están la sacristía, los claustros del Cemitério y de la Lavagem, las ruinas de los Paços, las Enfermarias y también la Sala dos Cavaleiros y la Botica.
Al oeste, la iglesia, los claustros y las dependencias conventuales. Al norte está la Portaria Real, entre el cuerpo de las Enfermarias y Hospedaria. La fachada sur está realzada por la arquería del Aqueduto dos Pegões, apoyada en una plataforma rústica, que corresponde al cuerpo del Claustro dos Corvos, Dormitórios y Claustro de D. João III.

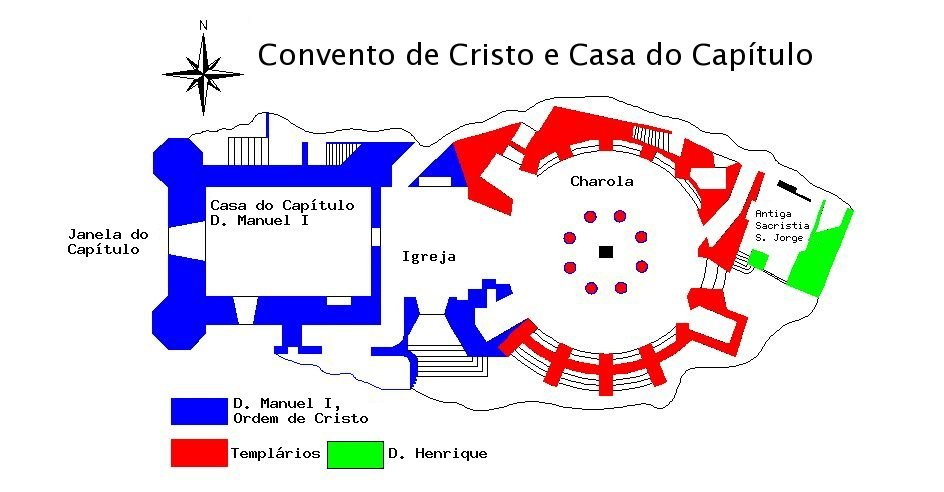
Planta evolutiva de la iglesia del Convento de Cristo.

En lo que dice respecto a la planta de la iglesia, está compuesta por dos cuerpos diferentes: la girola, actual capilla mayor, y el cuerpo de la nave, que se adapta al desnivel del terreno hacia el oeste, donde posee tres niveles en el entablamiento y marcados por frisos decorativos envolventes, con decoración naturalista de temática manuelina.
En el interior, la nave está cubierta por una bóveda de combados trazada por Juan de Castillo, cubierta con pinturas murales de Domingos Vieira y Simão de Abreu.

### Iglesia Manuelina y Portal del Sur
Entre 1510 y 1513 las obras de construcción de la iglesia se llevaron a cabo bajo la dirección de Diogo de Arruda. El nuevo edificio se apoyaba literalmente en la cara occidental de la antigua charola templaria y aprovechaba los desniveles del terreno en esa zona para crear un volumen unificado de gran majestuosidad (el impacto exterior, sin embargo, se vería seriamente afectado por la posterior construcción de los claustros renacentistas adyacentes), y crear, en el interior, los espacios superpuestos de la sacristía y el coro (donde se instaló una notable silla de Olivier de Gand, que no sobreviviría a la devastación patrimonial que se produjo durante las invasiones francesas). El conjunto, en particular la fachada occidental, presenta una abundancia decorativa dotada de un profundo simbolismo mitológico que cruza los símbolos cristológicos y marianos con los de la regia heráldica. En particular, la famosa ventana de la fachada occidental, concebida como un "inflamado poema de piedra", está inscrito en una vasta vestimenta (ceñida con fondos y animada con esculturas de los cuatro "reyes de armas" del reino), revelando el programa de ornamento de la fauna y la flora terrestre y de los ecos de la aventura de los emblemáticos Descubrimientos del estilo manuelino.
La obra se terminaría en 1515, en un segundo contrato en el que el nuevo responsable, Juan de Castillo, se encargaría de atender varias cuestiones que habían quedado sin resolver en el contrato anterior, entre ellas la construcción de la bóveda de la nueva iglesia / coro manuelino, la conexión entre ésta y la charola y la creación de una nueva y monumental puerta de entrada al templo. La bóveda de crucería, de un solo tramo, que cubre la iglesia, da unidad al espacio y potencia la iluminación interior, procedente de cuatro ventanas (dos al sur y dos al norte), y un ocular circular en la fachada oeste. La bóveda está dividida en tres paños, que descansan sobre ocho ménsulas con decoración vegetal y figurativa. Entre la iglesia/coro y la charola se ha abierto un amplio arco partido que asegura una efectiva interacción entre los dos espacios. Finalmente, se construyó un portal de retablo para acceder al templo donde João de Castilho ensayó un sistema modular que volvería a utilizar en el portal sur del Monasterio de los Jerónimos.
El portal sur de la ciudad de Tomar aprovecha el grosor de la pared de la iglesia para crear un dosel arquitectónico que encierre y proteja al conjunto escultórico, en el que se integraron varias figuras simbólicas de profetas, clérigos mitrados y doctores de la iglesia. Desde el punto de vista estilístico se consigue aquí una fusión entre lo manuelino y lo gótico, influenciado ya por el léxico decorativo del Renacimiento, a través de un tipo de ornamentación entonces muy extendido en España, el plateresco. En el contrato de 1515 se inició también la construcción de la Sala Capitular, que quedaría inconclusa.

### Dormitorios y crucero, comedor, noviciado
Los largos pasillos del piso superior de las habitaciones están cubiertos por extensas bóvedas de cuna con cajones de madera de roble típicamente clasicistas; donde se cruzan, forman el propio crucero, una interesante pieza arquitectónica diseñada por Castillo con la ayuda de Pedro Algorreta que tiene adyacente una capilla con la imagen del Cristo Sentado o Señor de la Caña Verde, de 1654. Con decoración en relieve (guirnaldas, putti...) y cubierto por una linterna con una cúpula en un "gorro de clérigo", el crucero marca la intersección de los pasillos y altera la clara y despojada arquitectura del conjunto. El comedor está cubierto por una bóveda de cañón, apoyada en una cornisa continua y con cajones delimitados por nervios de piedra, de sección cuadrangular y configuración clásica. Dos púlpitos, situados frente a frente en las paredes más largas, muestran motivos simbólicos del Renacimiento.
En el primer piso de la fachada oeste del claustro de Micha se destacan las tres salas del noviciado. Cada una de ellas busca de alguna manera emular la sala hipóstila de Vitruvio; las dos primeras (destinadas al dormitorio de los novicios), tienen un espacio arquitrabado, con techo de madera, soportado por cuatro columnas centrales con capiteles jónicos; en la tercera, cuadrada - la Capilla del Noviciado o de los Reyes Magos - "el arquitecto (Juan de Castillo) construyó una de las obras maestras del Renacimiento portugués". El techo de esta sala, que remata el suelo, está formado por el cruce de dos bóvedas de cañón de madera (con cajones), sostenidas por arquitrabes que se asientan sobre columnas corintias con capiteles compuestos, estando las cuatro centrales perfectamente separadas y las doce restantes adosadas a las paredes adyacentes.